# Article quatre de la Constitució dels Estats Units
L'article IV de la Constitució dels Estats Units tracta sobre els estats. Estableix les obligacions que els estats han de tenir entre si i les obligacions del govern federal amb els estats. Permet l'admissió de nous estats a la Unió i la modificació de les seves fronteres.

## Secció u: fe absoluta i crèdit
La secció u de l'article quatre de la constitució dels Estats Units diu així: 
| « | (català) Es donarà fe absoluta i crèdit en cada estat a les actes públiques, registres i procediments judicials de tots els altres. I el Congrés podrà prescriure, mitjançant lleis generals, la forma en què aquestes actes, registres i procediments es provaran i l'efecte que produiran. | (anglès) Full Faith and Credit shall be given in each State to the public Acts, Records, and judicial Proceedings of every other State. And the Congress may by general Laws prescribe the Manner in which such Acts, Records and Proceedings shall be proved, and the Effect thereof. | » |

La secció primera de l'article requereix que els estats donin "fe absoluta i crèdit" a les actes públiques, registres, i procediments judicials d'altres estats, establint així la validesa de qualsevol document legal o sentència judicial en tot el territori dels Estats Units. El Congrés pot determinar en quina forma es procedirà perquè aquestes actes, arxius o procediments judicials puguin ser comprovats.

## Secció dos: obligacions dels estats

### Clàusula u: els privilegis i immunitats
La clàusula u de la secció dos de l'article quatre de la constitució dels Estats Units diu així: 
| « | (català) Els ciutadans de cada estat tindran dret a tots els privilegis i immunitats dels ciutadans dels altres estats. | (anglès) The Citizens of each State shall be entitled to all Privileges and Immunities of Citizens in the several States. | » |

Aquesta clàusula de la secció segona requereix la protecció interestatal de "privilegis i immunitats". L'ambigüitat de la clàusula ha donat lloc a diferents interpretacions. Alguns sostenien que la clàusula exigia que el Congrés tractés per igual tots els ciutadans. Uns altres suggerien que els ciutadans d'un estat, quan viatgessin a estats diferents, transferissin els drets reconeguts pels seus estats d'origen. Cap d'aquestes teories ha estat acceptada pel Tribunal Suprem que, en canvi, ha declarat que la clàusula significa que els estats no poden discriminar els ciutadans d'altres estats en favor dels seus propis ciutadans.
En una sentència de 1823, la Cort Suprema va sostenir que els privilegis i immunitats respecte dels quals es prohibeix la discriminació inclouen "la protecció del govern, el gaudi de la vida i la llibertat... El dret d'un ciutadà d'un estat en passar a través de, o residir en qualsevol altre estat, amb finalitats de comerç, agricultura, activitats professionals o d'una altra manera; a reclamar els beneficis de l'acció d'habeas corpus, per establir i mantenir accions de qualsevol tipus en els tribunals de l'estat, a prendre, posseir i alienar béns, siguin reals o personals, i una exempció dels impostos més alts o imposicions que són pagats pels altres ciutadans de l'estat". La majoria d'altres tipus de beneficis no van ser considerats privilegis protegits i immunitats.

### Clàusula dos: l'extradició de fugitius
La clàusula dos de la secció dos de l'article quatre de la constitució dels Estats Units diu així: 
| « | (català) Una persona acusada en qualsevol estat per traïció, delicte greu o un altre crim, que fugi de la justícia i sigui trobat en altre estat, serà lliurada, per sol·licitud de l'Autoritat Executiva de l'estat del qual s'hagi fugat, amb l'objecte que sigui conduïda a l'estat que tingui jurisdicció sobre el delicte. | (anglès) A Person charged in any State with Treason, Felony, or other Crime, who shall flee from Justice, and be found in another State, shall on demand of the executive Authority of the State from which he fled, be delivered up, to be removed to the State having Jurisdiction of the Crime. | » |

La clàusula dos exigeix que els fugitius de la justícia puguin ser extradits a petició de les autoritats executives dels estats dels quals fugen. El Tribunal Suprem ha declarat que no és obligatori per als fugitius que hagin fugit després d'haver estat acusats, sinó només si han fugit després d'haver comès el crim. La Constitució preveu l'extradició de fugitius que han comès "traïció a la pàtria, delicte greu o un altre crim", i ha sostingut que aquesta frase inclou tots els actes prohibits per les lleis d'un estat, inclosos els delictes menors i faltes.

### Clàusula 3: l'extradició de l'esclau fugit
La clàusula tres de la secció dos de l'article quatre de la constitució dels Estats Units diu així: 
| « | (català) Cap persona obligada a servir o treballar en un estat, sota les lleis d'aquest, que escapi a un altre estat, quedarà alliberada, a conseqüència de cap llei o reglament d'aquest estat, d'aquests serveis o treball, sinó que serà lliurada en reclamar la part interessada a qui s'hagi fet tal servei o s'hi hagi treballat. | (anglès) No Person held to Service or Labour in one State, under the Laws thereof, escaping into another, shall, in Consequence of any Law or Regulation therein, be discharged from such Service or Labour, but shall be delivered up on Claim of the Party to whom such Service or Labour may be due. | » |

En principi, aquesta clàusula es va aplicar a esclaus fugitius però la Tretzena esmena va abolir l'esclavitud. No obstant això, és possible que aquesta clàusula s'apliqui a un altre tipus de treballadors.
La Cort Suprema va dir que "no totes les situacions en les quals el treball està obligat per la coerció o la força de la llei violen la Tretzena esmena". Durant Guerra Civil dels Estats Units, el 1864, va fracassar un intent de revocar aquesta clàusula de la Constitució.

## Secció Tres: nous estats i propietat federal

### Clàusula u: nous estats
La clàusula u de la secció tres de l'article quatre de la constitució dels Estats Units diu així: 
| « | (català) El Congrés podrà admetre nous estats a aquesta Unió, però cap nou estat pot formar-se o erigir-se dins dels límits d'un altre estat, ni un estat constituir-se mitjançant la unió de dos o més estats o parts d'estats, sense el consentiment de les legislatures dels estats afectats, així com del Congrés. | (anglès) New States may be admitted by the Congress into this Union; but no new States shall be formed or erected within the Jurisdiction of any other State; nor any State be formed by the Junction of two or more States, or parts of States, without the Consent of the Legislatures of the States concerned as well as of the Congress. | » |

El Congrés està facultat per la secció tercera a admetre nous estats a la Unió, tal com estava previst per Vermont després de la solució dels problemes fronterers amb Nova York.
Cap nou estat, però, pot estar format per la segregació d'un altre, sense el consentiment de totes les legislatures dels estats en qüestió. La Constitució no exigeix que els estats siguin admesos en peu d'"igualtat" amb els estats originals. De fet, la Convenció Constitucional va rebutjar una proposta que requeria la igualtat dels nous estats. No obstant això, el Congrés va incloure una clàusula d'igualtat en els actes d'admissió dels estats. Les restriccions del Congrés sobre la igualtat dels estats, fins i tot quan aquestes limitacions s'han trobat en els actes d'admissió, s'han declarat nul·les pel Tribunal Suprem.
Per exemple, el Tribunal Suprem va anul·lar una disposició que limitava la jurisdicció de l'estat d'Alabama sobre aigües navegables en l'estat. El Tribunal va sostenir: "Alabama té, per tant, dret a la sobirania i jurisdicció sobre tot el territori dins dels seus límits... per mantenir qualsevol altra doctrina, és negar que Alabama ha estat admès a la Unió en peu d'igualtat amb els estats originaris... a Alabama pertanyen les aigües navegables i els seus sòls". La doctrina, però, també es pot aplicar en detriment dels estats, com va passar amb el de Texas. Abans de l'admissió a la Unió, Texas era una nació independent que controlava les aigües dins de les tres milles de la costa, el límit normal per a les nacions. Segons la doctrina d'igualtat de condicions, però, Texas es va trobar que no podia tenir control sobre el cinturó de tres milles després de l'admissió a la Unió, ja que els estats originaris, en el moment d'incorporar-se a la Unió, no tenien el control d'aquestes aigües. En lloc d'això, Texas va renunciar, en entrar a la Unió, al control sobre l'aigua i el seu sòl al Congrés. Sota la Llei de terres submergides de 1953, el Congrés va tornar territori marítim a alguns estats, però no a d'altres. La llei va ser mantinguda per la Cort Suprema.
Durant la Guerra civil, la part muntanyosa de l'oest de Virgínia no va estar d'acord amb la decisió de la convenció estatal per separar-se de la Unió. Aquesta regió es va separar de Virgínia i va formar un nou govern estatal que el president Lincoln va reconèixer immediatament. El 1863, la legislatura del nou estat es va fer amb un tros de Virgínia per a si i, amb l'aprovació del Congrés, va formar un nou estat, Virgínia occidental. El Tribunal Suprem va dictaminar a favor de les accions de Virgínia occidental el 1870, després de la Guerra civil.
La qüestió d'abandonar la Unió no està recollida per la Constitució. El 1869, la Cort Suprema va suggerir que la Constitució ordenava la perpetuïtat i la indissolubilitat de la Unió. El tribunal permetia alguna possibilitat de divisió "mitjançant la revolució o per consentiment dels estats".

### Clàusula dos: propietat federal i la clàusula territorial
La clàusula dos de la secció tres de l'article quatre de la constitució dels Estats Units diu així: 
| « | (català) El Congrés tindrà facultat per a disposar i formular tots els reglaments i regles necessaris pel que fa al territori i altres béns que pertanyin als Estats Units, i cap part d'aquesta Constitució serà interpretada de manera que causi perjudici als drets reclamats pels Estats Units o per qualsevol estat individual. | (anglès) The Congress shall have power to dispose of and make all needful Rules and Regulations respecting the Territory or other Property belonging to the United States; and nothing in this Constitution shall be so construed as to Prejudice any Claims of the United States, or of any particular State. | » |

La tercera secció diu que Congrés pot disposar i legislar a tots els territoris i propietats dels Estats Units.

## Secció quatre: obligacions dels Estats Units

### Clàusula u: govern republicà
La clàusula u de la secció quatre de l'article quatre de la constitució dels Estats Units diu així: 
| « | (català) Els Estats Units garantiran a tot estat d'aquesta Unió una forma de govern republicà, i protegirà a cadascú en contra d'invasions; i a sol·licitud de la Legislatura, o de l'Executiu (en cas que no fos possible reunir la legislatura) contra avalots interns. | (anglès) The United States shall guarantee to every State in this Union a Republican Form of Government, [...] | » |

### Clàusula dos: protecció d'una invasió i avalots interns
La clàusula dos de la secció quatre de l'article quatre de la constitució dels Estats Units diu així: 
| « | (català) ... I [els Estats Units] protegirà cadascú [els estats] en contra d'invasions; i a sol·licitud de la Legislatura, o de l'Executiu (en cas que no fos possible reunir la legislatura) contra avalots interns. | (anglès) […] and [the United States] shall protect each of them [the States] against Invasion; and on Application of the Legislature, or of the Executive (when the Legislature cannot be convened) against domestic Violence. | » |

La quarta secció requereix que els Estats Units protegeixi d'invasió als estats i, a sol·licitud de la Legislatura, o de l'Executiu, contra avalots interns. Aquesta provisió va dotar de base legal l'expedició de tropes federals per part del president Grover Cleveland durant la vaga de Pullman.